# Glenea nigromarginella
Glenea nigromarginella är en skalbaggsart som beskrevs av Wang och Fernando Chiang 2002. Glenea nigromarginella ingår i släktet Glenea och familjen långhorningar. Inga underarter finns listade i Catalogue of Life.